# つがる市立育成小学校
つがる市立育成小学校（つがるしりつ いくせいしょうがっこう）は、青森県つがる市森田町上相野にあった公立小学校。閉校時点の児童数は32名。

## 概要
- 本校は、旧森田村東部の相野地区にあり、旧森田村東部が学区となっていた。主な進学先は森田中学校。
- へき地学校に認定されていた（ただし、へき地等級はなし）[1]。

## 沿革
- 1887年（明治20年）5月13日 - 上相野・下相野の各小学が統合し、育成尋常小学校として設立。
- 1895年（明治28年） - 校舎新築。
- 1905年（明治38年）4月1日 - 相野地区が木造村から分離した事より、森田村立に変更。
- 1941年（昭和16年）4月1日 - 国民学校令により、育成国民学校と改称。
- 1946年（昭和21年）4月1日 - 高等科併置。
- 1947年（昭和22年）4月1日 - 学校教育法（新学制）により、森田村立育成小学校と改称。同日から、高等科が育成中学校になり、高等科生を中学校に移籍。
- 1959年（昭和34年）4月1日 - 校舎改築。
- 1966年（昭和41年） - 水泳プール完成。
- 1987年（昭和62年）8月 - 新校舎と新体育館新築落成。同年、創立100周年を迎える。
- 1988年（昭和63年） - 新水泳プール完成。
- 1993年（平成5年） - 新屋内運動場完成。
- 2005年（平成17年）2月11日 - 森田村、木造町、柏村、稲垣村、車力村の1町4村が合併したつがる市発足により、つがる市立育成小学校と改称。
- 2020年（令和2年）
  - 4月 - この年度（実質の最終年度）から、完全複式学級導入。
  - 10月17日 - 閉校式挙行[2][3]。
- 2021年（令和3年）3月31日 - 閉校[4]。

## 児童数
2020年度の閉校時点
| 学年 | 1年 | 2年 | 3年 | 4年 | 5年 | 6年 | 特別支援   | 合計 |
| ---- | --- | --- | --- | --- | --- | --- | ---------- | ---- |
| 学級 | 0.5 | 0.5 | 0.5 | 0.5 | 0.5 | 0.5 | 1          | 4    |
| 児童 | 4   | 3   | 5   | 10  | 6   | 4   | 2 （内数） | 32   |

- 学級数「0.5」は、複式学級を表す。

## 学区
- つがる市森田町相野地区。

## 周辺
- 上相野簡易郵便局
- 高皇座霊神社
- 他は田畑が広がる

## アクセス
- JR五能線中田駅から、徒歩約43分（約2.3km）、車で約5分（約2.4km）。
- 弘南バス鰺ヶ沢 - 五所川原線「相野東口」バス停から徒歩24分（約1.3km）。
- つがる市教育委員会（生涯学習交流センター・松の館）から、車で約5分（約2.3km）。
- つがる市役所森田支所から、車で約8分（約3.8km）。

## 参考資料
- 「775頁 学校沿革 小学校 育成小学校」『青森県教育史 別巻』青森県教育委員会、1973年12月20日。
- 『森田村村政百年史』（森田村・1997年3月1日発行）333頁～347頁「資料編 年表」